# Charles Van Den Bussche
Charles Félix François Marie Joseph Van Den Bussche (* 18. Oktober 1876 in Antwerpen; † 9. Oktober 1958) war ein belgischer Segler.

## Erfolge
Charles Van Den Bussche nahm in der 6-Meter-Klasse an den Olympischen Spielen 1920 in Antwerpen teil und gewann in dieser nach der International Rule von 1919 die Silbermedaille. Er war neben John Klotz Crewmitglied der Tan-Fe-Pah unter Skipper Léon Huybrechts, die in dem norwegischen Boot Jo von Andreas Brecke nur einen Konkurrenten hatte. In drei Wettfahrten gewann die Jo, die die erste Wettfahrt wegen eines Schadens am Mast nicht antreten konnte, die zweite und dritte Wettfahrt und belegte damit den ersten Platz.
Van Den Bussche war Weinhändler. 1922 kaufte sein Unternehmen Vanden Bussche & Fils das Château Saint-Pierre in Bordeaux inklusive dessen Weinguts.